# Tanimbarkakadua
Tanimbarkakadua (Cacatua goffiniana) är en fågel som ingår i familjen kakaduor. Den är endemisk för Bandasjön i Indonesien och är den till storleken minsta kakaduan.

## Utseende
Tanimbarkakadua är den minsta av alla kakaduor. Den väger i genomsnitt omkring 350 gram och är omkring 31 centimeter lång. Hannar och honor är lika i utseendet. Liksom andra kakaduor har den en höj- och sänkbar tofs på huvudet. Den har vit fjäderdräkt med några rosaaktiga fjädrar mellan den ljusgråa näbben och ögonen och på undersidan av tofsfjädrarna. Undersidan av ving- och stjärtfjädrarna har en gulaktig ton. Ögonen är bruna till svarta. 

## Status och hot
Fågeln blev populär som sällskapsdjur under 70-talet då de fångades in i mängder, vilket tillsammans med skogsskövlingar har resulterat i att de kategoriseras som nära hotade av internationella naturvårdsunionen IUCN. Handel med tanimbarkakadua är begränsad av CITES. Den är listad i CITES appendix 1, vilket innebär att handel med viltfångade fåglar är olaglig, utom i undantagsfall då särskild licens finns. Handel med fåglar som avlats i fångenskap är tillåten.